# Danny Smith
Daniel Arthur "Danny" Smith (nacido el 2 de octubre de 1973) es un actor y músico canadiense. 

## Vida y carrera
Smith nació en Montreal, Quebec y se mudó a Pickering, Ontario a los 7 años de edad. Después de las producciones de instituto de Joseph and the Amazing Technicolor Dreamcoat (Joseph), The Little Shop of Horrors (Seymour) y El maravilloso mago de Oz (el león cobarde), comenzó a trabajar en Stage West en Mississauga, donde pasó casi un año haciendo teatro. Fue a estudiar y actuar en The Second City en Toronto, trabajando con la leyenda de la SCTV Joe Flaherty. Esto le consiguió varios papeles en cine y televisión, y también escribió e interpretó la canción de la serie de televisión Big Wolf on Campus. 
Smith apareció en el juego de la CBS The Price is Right el 27 de marzo de 2001. Ganó el concurso, llevándose a casa 31,000 dólares en premios (incluyendo un coche). 
Después de que Big Wolf on Campus terminase en 2002, Smith protagonizó en la película The Bail, que no llegó a estrenarse. Después de The Bail (alternativamente titulada Fizzy Bizness), Smith se mudó a Los Ángeles para perseguir su carrera musical. Desde 2003 a 2009, Danny fue cantante/compositor/guitarrista para la banda The City Drive. La banda se separó en 2009, y Danny regresó a Toronto y está persiguiendo su carrera interpretativa. En 2010 empezó a aparecer en anuncios para Telus, incluyendo uno en 2011 donde aparece con Leonard Nimoy.

## Filmografía
| 2012-presente | Fugget About It                | Petey Falcone (voz)                   | Papel principal                             |
| 2011          | Hello October                  | Daniel                                |                                             |
| 2010          | The Ron James Show             | Baristo                               | Episodio 2.1                                |
| 2010          | Harriet the Spy: Blog Wars     | Tim                                   | Película para TV                            |
| 2009          | Suck                           | Jerry                                 |                                             |
| 2009          | Deadliest Sea                  | Ensign Mac                            | Película para TV                            |
| 2009          | The Listener                   | Jugador de póquer #1                  | Episodio: "Missing"                         |
| 2007          | Super Why!                     | Monty el monstruo, Mono batería (Voz) | Episodio: "The Ant and the Grasshopper"     |
| 2001          | The Bail                       | Benji Berg                            |                                             |
| 1999–2002     | Big Wolf on Campus             | Merton Dingle                         | Regular                                     |
| 1996–1999     | Jonovision                     | 5 Episodios                           |                                             |
| 1998          | Boy Meets Girl                 | Desconocido                           |                                             |
| 1998          | The Hairy Bird                 | Groundhog - Flat Critter              | También titulado Strike! and All I Wanna Do |
| 1998          | The Big Hit                    | Video Store Kid                       |                                             |
| 1998          | White Lies                     | Khaki Kid                             |                                             |
| 1995          | Sugartime                      | Stagehand                             |                                             |
| 1995          | National Lampoon's Senior Trip | Barry "Virus" Kremmer                 |                                             |
| 1995          | Open Season                    | Buck Greene, Rookie Messenger         |                                             |
| 1995          | Who Rules?                     | Desconocido                           |                                             |
| 1993–1994     | It's Alive!                    | Intérprete de sketch                  | 4 Episodios                                 |
| 1994          | PCU                            | Superguy                              | (no acreditado)                             |
| 1993          | Class of '96                   | Estudiante                            | Episodio: "Howie Farr Is Too Far"           |